# Limnophila (Limnophila) jucunda
Limnophila (Limnophila) jucunda is een tweevleugelige uit de familie steltmuggen (Limoniidae). De soort komt voor in het Australaziatisch gebied.